# Abramino Corradi

Stemma primitivo della famiglia Corradi-Gonzaga sino al 1328

Abramino Corradi (o Corradi da Gonzaga) (1140 circa – 1200 circa) è stato un politico italiano, componente del consiglio comunale di Mantova.

## Biografia
Era figlio di Filippo Corradi e deputato della città di Mantova, dal quale discese Luigi Gonzaga, primo capitano del popolo di Mantova. Considerato uomo ricchissimo, fu signore di Marmirolo. Nel 1199, assieme al fratello Corrado, venne inviato della città di Mantova a firmare l’alleanza con Padova.
Fu il prosecutore della linea dinastica Corradi-Gonzaga.

## Discendenza
Ebbe tre figli:
- Guidone, signore e conte di Marmirolo.[4]
- Alberto (1260-1321),[5][6][7] vescovo di Ivrea[8]
- Martino, religioso

## Genealogia essenziale
|                              |  |
| Filippo Corradi XII secolo   |  |
|                              |  |
|                              |  |
| Abramino Corradi 1165?-1210  |  |
|                              |  |
|                              |  |
| Guidone Corradi ?-1271/1272  |  |
|                              |  |
|                              |  |
| Antonio Corradi ?-1283       |  |
|                              |  |
|                              |  |
| Guido Corradi ?-1318         |  |
|                              |  |
|                              |  |
| Ludovico I Gonzaga 1268-1360 |  |
|                              |  |
|                              |  |
| CASA GONZAGA                 |  |